# 캄피오나토 이탈리아노 디 풋볼 1901
캄피오나토 이탈리아노 디 풋볼 1901은 4번째로 열리는 이탈리아 축구 리그의 최상위 경기이며, 본 시즌은 1901년 4월 14일에 시작하여 1901년 5월 5일에 종료했다. 우승구단은 밀란이며, 첫 번째 우승을 이룩했다.

## 시즌
본 토너먼트 대회는 페데라치오네 이탈리아나 델 풋볼(FIF)에서 주최한 네 번째 이탈리아 축구 리그다.

### 구성
신규 구단을 받지 않았고, 토리네세의 안식년이 승인됐다. FIF는 다시 전년도 우승구단(제노아)가 결승전으로 직행하는 토너먼트 대회를 조직했다.
밀란과 메디올라움 간의 2-0로 마친 경기가 1차전으로 있었다는 말이 있으냐, 현재 남아있는 근거로는 이를 뒷받침할 증거가 남아있지 않으며, 심지어 친 밀란 구단 신문사인 코리에레 델로 스포르트 - 라 비치클레타에서도 어떠한 자료가 있지 않다. 만약 위 경기가 치러졌다 하더라도, 이는 친선 경기였을 것이다.

### 대회
지난 시즌 제노아가 우승하며 트로피가 영구 수여되어, 코파 파우쿠스라는 새로운 트로피가 준비됐다.
밀란은 리그 참가 2년 만에 결승전에 진출하여, 5월 5일 우승을 거두었고, 이는 구단 역사상 최초의 스쿠데토다.

## 참가 구단
| 구단              | 도시   | 지난 시즌                                       |
| ----------------- | ------ | ----------------------------------------------- |
| 밀란              | 밀라노 | 캄피오나토 이탈리아노 디 풋볼 준결승 진출       |
| 유벤투스          | 토리노 | 캄피오나토 이탈리아노 디 풋볼 피에몬테 예선 2위 |
| 제노아            | 제노바 | 캄피오나토 이탈리아노 디 풋볼 우승              |
| 진나스티카 토리노 | 토리노 | 캄피오나토 이탈리아노 디 풋볼 피에몬테 예선 3위 |

## 경기 결과

### 대진
|  | 1회전 | 1회전             | 1회전 |  |  | 2회전 | 2회전    | 2회전 |  |  | 결승전 | 결승전 | 결승전 |
|  |       |                   |       |  |  |       |          |       |  |  |        |        |        |
|  |       |                   |       |  |  |       |          |       |  |  | 1      | 제노아 | 0      |
|  |       |                   |       |  |  | 2     | 밀란     | 3     |  |  | 2      | 밀란   | 3      |
|  | 3     | 유벤투스          | 5     |  |  | 3     | 유벤투스 | 2     |  |  |        |        |        |
|  | 4     | 진나스티카 토리노 | 0     |  |  |       |          |       |  |  |        |        |        |

### 일정

#### 피에몬테 예선전
| 유벤투스                        | 5 – 0 | 진나스티카 토리노 |
| ------------------------------- | ----- | ----------------- |
| 도메니코 돈나 · 움베르토 말바노 |       |                   |

#### 준결승전
| 유벤투스                        | 2 – 3 | 밀란                          |
| ------------------------------- | ----- | ----------------------------- |
| 도메니코 돈나 · 움베르토 말바노 |       | 에토레 네그레티 · 허버트 킬핀 |

#### 결승전
| 제노아 | 0 – 3 | 밀란                              |
| ------ | ----- | --------------------------------- |
|        |       | ? · 허버트 킬핀 · 에토레 네그레티 |

### 결과
- 밀란 1901 이탈리아 챔피언.

### 우승 주역
| 포메이션 (2-3-5)                                                           | 선수 (포지션)                          |
| -------------------------------------------------------------------------- | -------------------------------------- |
| 후드 슈터 가다 리스 킬핀 안젤로니 레칼카티 데이비스 앨리슨 콜롬보 네그레티 | 하버린 후드 (골키퍼)                   |
| 후드 슈터 가다 리스 킬핀 안젤로니 레칼카티 데이비스 앨리슨 콜롬보 네그레티 | 한스 하인리히 슈터 (오른족 풀백)       |
| 후드 슈터 가다 리스 킬핀 안젤로니 레칼카티 데이비스 앨리슨 콜롬보 네그레티 | 카툴로 가다 (왼쪽 풀백)                |
| 후드 슈터 가다 리스 킬핀 안젤로니 레칼카티 데이비스 앨리슨 콜롬보 네그레티 | 다니엘레 안젤로니 (중앙 미드필더)      |
| 후드 슈터 가다 리스 킬핀 안젤로니 레칼카티 데이비스 앨리슨 콜롬보 네그레티 | 허버트 킬핀 (왼쪽 미드필더)            |
| 후드 슈터 가다 리스 킬핀 안젤로니 레칼카티 데이비스 앨리슨 콜롬보 네그레티 | 쿠르트 리스 (오른쪽 미드필더)          |
| 후드 슈터 가다 리스 킬핀 안젤로니 레칼카티 데이비스 앨리슨 콜롬보 네그레티 | 아고스티노 레칼카티 (오른쪽 윙)        |
| 후드 슈터 가다 리스 킬핀 안젤로니 레칼카티 데이비스 앨리슨 콜롬보 네그레티 | 게리에로 콜롬보 (왼쪽 윙)              |
| 후드 슈터 가다 리스 킬핀 안젤로니 레칼카티 데이비스 앨리슨 콜롬보 네그레티 | 새뮤얼 리처드 데이비스 (오른족 메찰라) |
| 후드 슈터 가다 리스 킬핀 안젤로니 레칼카티 데이비스 앨리슨 콜롬보 네그레티 | 데이비드 앨리슨 (왼쪽 메찰라)          |
| 후드 슈터 가다 리스 킬핀 안젤로니 레칼카티 데이비스 앨리슨 콜롬보 네그레티 | 에토레 네그레티 (중앙 공격수)          |